# Магнитная девиация

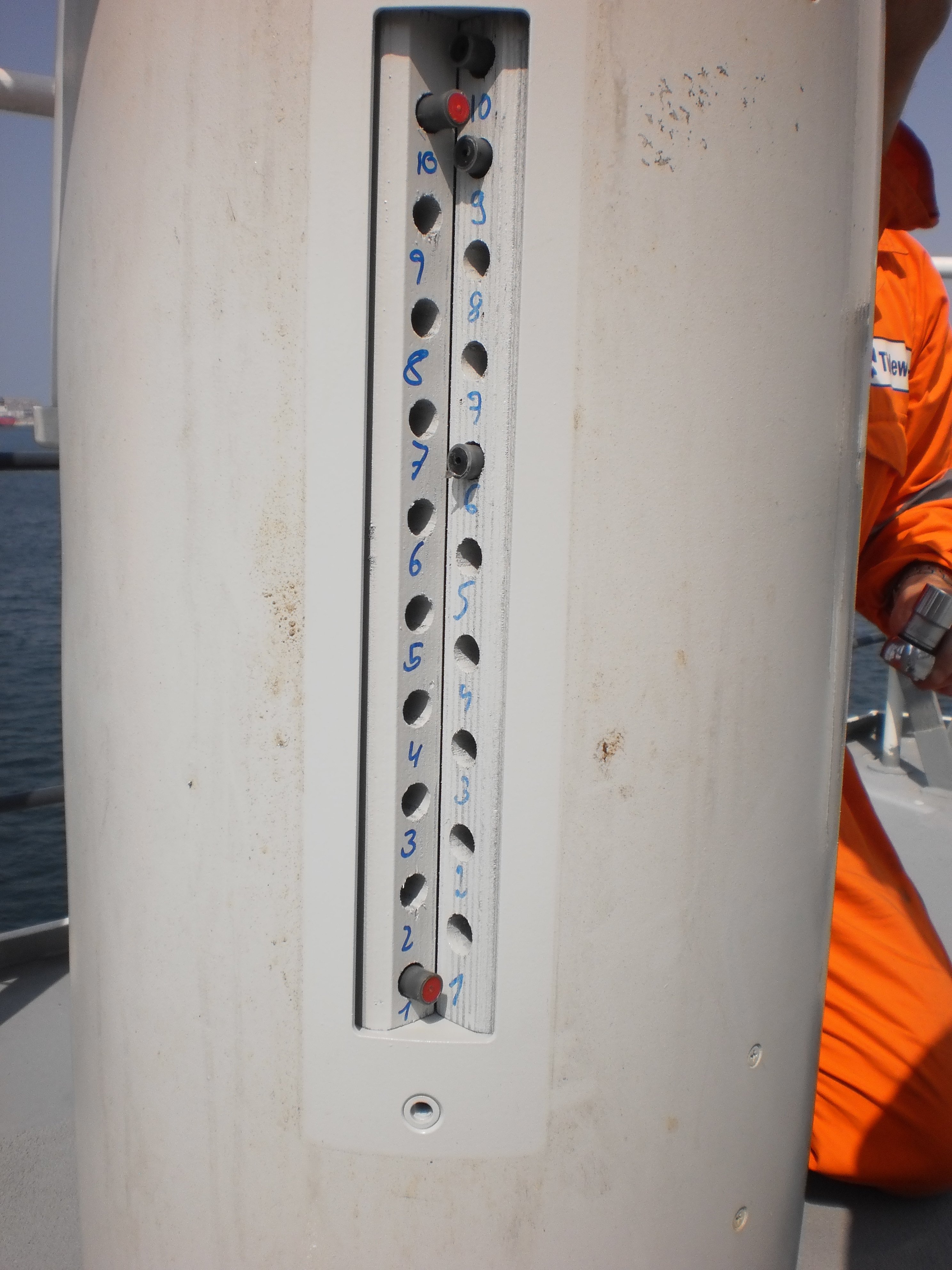
Отверстия с постоянными магнитами компенсации девиации в нактоузе корабельного компаса. Ориентация и расположение магнитов выбираются экспериментально при мероприятиях компенсации девиации.

Магни́тная девиа́ция или магни́тное отклоне́ние — ошибка показаний магнитного компаса, а именно угол в плоскости горизонта между касательной к силовой линии магнитного поля планеты и направлением, соответствующем показанию магнитного компаса; эффект вызванный изменением магнитного поля вблизи области измерения из-за причин, находящихся на борту носителя компаса (корабль, самолёт, автомобиль, экипированный человек).
Причин возникновения отклонения может быть несколько:
- Связанное магнитное поле от элементов конструкции носителя. Источником этого паразитного магнитного поля обычно являются магнитотвёрдые материалы (например постоянный магнит).
- Изменение направления силовых линий магнитного поля Земли элементами конструкции. Такие искажения обычно вносят магнитомягкие материалы.
- Электромагнитные наводки. Возникают из-за протекания вблизи компаса электрического тока.

Отклонение в общем случае зависит от собственно магнитного курса носителя, от угла подъёма вектора магнитного поля планеты над плоскостью горизонта и от модуля этого вектора.
Для увеличения точности показаний магнитного компаса отклонение уменьшают методами компенсации, а также исключением или ослаблением его причин. Поскольку магнитные свойства носителя могут меняться со временем (например из-за намагничивания железа), мероприятия по устранению магнитного отклонения проводят регулярно. Однако, так как полностью устранить отклонение невозможно, то составляют таблицу остаточного отклонения на различных курсах.

## История
Суда имели обычно два типа компасов: путевые компасы, два из которых находились на нактоузе и по ним рулевой контролировал заданный курс, а также главный компас, по которому брали пеленг (азимут) на небесные светила, береговые знаки и кильватерный след судна. Главный компас мог перемещаться по судну и вскоре моряки обнаружили, что показания компаса различаются в разных местах. Первым об этом феномене сообщил португальский мореплаватель Жуан ди Каштру в 1538 году и связал его с корабельными пушками. Оказалось, что много других объектов становятся источниками девиации, включая железные части котелка компаса, железные гвозди деревянного корпуса компаса или нактоуза и даже металлические части одежды. Оба путевых компаса тоже могут влиять друг на друга, если они расположены слишком близко.
Чтобы снизить влияние ошибок, вызываемых материалами судна, английский гидрограф Джон Чёрчмен в 1794 году предложил разворачивать судна для определения и компенсации девиации компаса. Девиаторы измеряли магнитную девиацию при развороте судна в различные положения компаса и составляли таблицу поправок. Эта процедура стала стандартной, когда в XIX веке железа на кораблях стало всё больше и больше. Для уменьшения погрешности показаний магнитного компаса в нактоуз стали помещать девиационные магниты, частично компенсирующие магнитное поле судна (этим способом можно скомпенсировать только действие магнитотвёрдых материалов). Оставшуюся погрешность, возникающую вследствие действия магнитомягких материалов, определяют и учитывают при счислении пути.
Также вошла в практику процедура размагничивания кораблей.